# Cladocarpus crepidatus
Cladocarpus crepidatus is een hydroïdpoliep uit de familie Aglaopheniidae. De poliep komt uit het geslacht Cladocarpus. Cladocarpus crepidatus werd in 1975 voor het eerst wetenschappelijk beschreven door Millard. 